# Newhaven (Schottland)

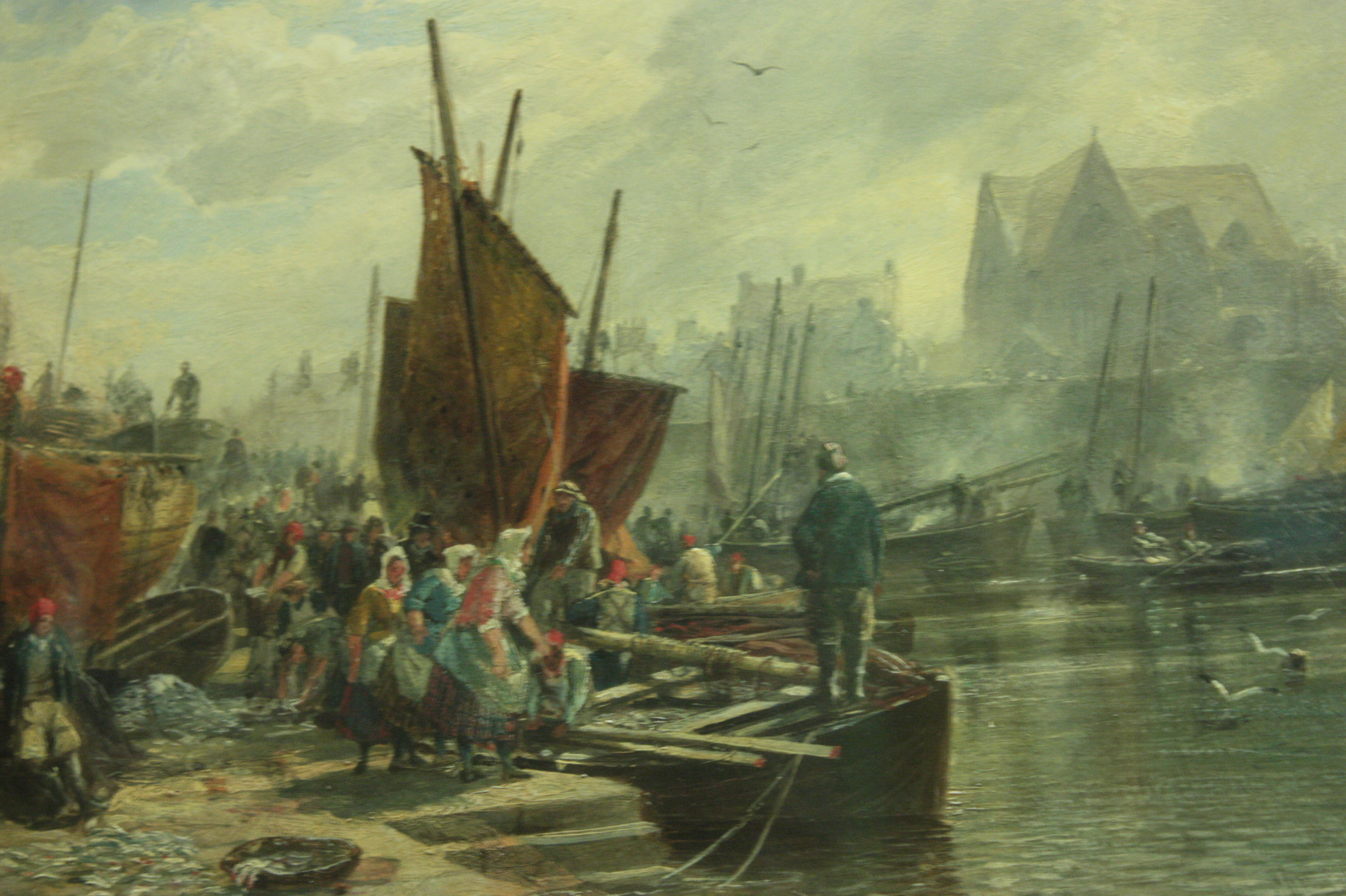
„Unloading the Catch (Newhaven Harbour)“ von Sam Bough 1861

Newhaven ist ein Stadtteil der schottischen Hauptstadt Edinburgh, er liegt ca. 3 km nördlich vom Stadtzentrum am Firth of Forth. Angrenzende Stadtteile, die ebenfalls an der Küste liegen, sind Leith und Granton.

## Geschichte
Newhaven war ursprünglich ein Fischerdorf und wurde ab dem 16ten Jahrhundert ein Zentrum für den Schiffbau. Der schottische König James IV (1473–1513) entschied 1504, dass in Newhaven seine Kriegsschiffe gebaut werden. Das mit einer Länge von 73,2 m größte Schiff seiner damaligen Kriegsmarine mit dem Namen „Great Michael“ wurde von 1507 bis 1511 dort gebaut. Drei Straßen in Newhaven sind nach dem Schiff benannt.
In der Nähe des Hafens kann man Reste der 1508 fertiggestellten „Chapel of St. Mary and St. James“ heute noch besichtigen. Die Kapelle diente wahrscheinlich den Seeleuten sowie den Werft- und Hafenarbeitern. Sie wurde 1611 zerstört. Die Reste sind als Kategorie-B-Bauwerke in der Denkmalliste geschützt.
1572 wurde die „Society of Free Fishermen“ als Berufsverband gegründet. Er bestand bis 1989 und galt als einer der ältesten Berufsverbände in Schottland.
Die 1836 gegründete Eisenbahngesellschaft „Edinburgh, Leith and Newhaven Railway“ baute und betrieb zunächst eine Eisenbahnverbindung von der Stadt Edinburgh zu den Häfen in Leith und Newhaven sowie später Granton. 1956 wurde die Eisenbahnlinie stillgelegt.
Am 14. Oktober 1881 erlebte die Region eine große Sturmkatastrophe, die unter dem Namen „Unglück von Eyemouth“ bekannt geworden ist und auf See 189 Opfer gefordert hat. Unter den Toten waren 17 Fischer aus Newhaven.

## Gegenwart
Die Nachbargemeinden Leith und Granton haben heute die wesentlich bedeutenderen Seehäfen. Die Größe des Hafens von Newhaven hat sich gegenüber früher kaum verändert. Am östlichen Ufer des Hafens gibt heute es einen großen Fischmarkt, dessen Gebäude im  Viktorianischen Stil in den 1990er Jahren renoviert worden ist. Kreuzfahrtschiffe gehen häufige in Newhaven vor Anker und bringen ihre Gäste mit Tenderbooten im Hafen an Land. Der Leuchtturm von 1869 an der Hafeneinfahrt ist ein beliebtes Fotomotiv. 
Seit 2023 ist Newhaven die Endstation der Edinburgh Trams, eine moderne Straßenbahnverbindung, die Newhaven mit Princes Street im Stadtzentrum von Edinburgh und weiter bis zum Flughafen verbindet.